# Joplin (Missouri)
Joplin és una població dels Estats Units a l'estat de Missouri. Segons el cens del 2008 tenia 49.775 habitants.

## Demografia
Segons el cens del 2000, Joplin tenia 45.504 habitants, 19.101 habitatges, i 11.517 famílies. La densitat de població era de 559,2 habitants per km².
Dels 19.101 habitatges en un 27,5% hi vivien nens de menys de 18 anys, en un 44,4% hi vivien parelles casades, en un 12,3% dones solteres, i en un 39,7% no eren unitats familiars. En el 32,4% dels habitatges hi vivien persones soles el 12,5% de les quals corresponia a persones de 65 anys o més que vivien soles. El nombre mitjà de persones vivint en cada habitatge era de 2,28 i el nombre mitjà de persones que vivien en cada família era de 2,89.
Per edats la població es repartia de la següent manera: un 23,2% tenia menys de 18 anys, un 13,5% entre 18 i 24, un 27,3% entre 25 i 44, un 20,3% de 45 a 60 i un 15,6% 65 anys o més.
L'edat mediana era de 35 anys. Per cada 100 dones de 18 o més anys hi havia 86 homes.
La renda mediana per habitatge era de 30.555 $ i la renda mediana per família de 38.888 $. Els homes tenien una renda mediana de 28.569 $ mentre que les dones 20.665 $. La renda per capita de la població era de 17.738 $. Entorn del 10,5% de les famílies i el 14,8% de la població estaven per davall del llindar de pobresa.

## Poblacions més properes
El següent diagrama mostra les poblacions més properes.